# Констанца (порт)

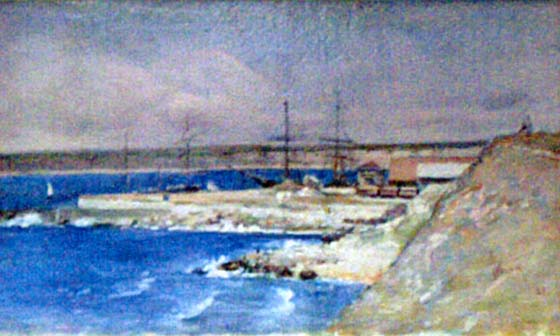
Аман Теодор, «Констанцский порт»

Порт Констанцы — порт, расположенный в румынском городе Констанца на западном побережье Чёрного моря в 332 км от Босфора и в 157 км от порта Сулина, находящегося в устье Дуная.
Площадь порта составляет 3926 га, из которых 1313 га — строения на суше, 2613 га — акватория. Работе порта благоприятствуют волнорезы на севере длиной 8344 м и на юге длиной 5560 м. Констанца является крупнейшим черноморским портом, занимая 17-е место в Европе среди крупнейших портов. Число сотрудников порта составляет 6 тысяч человек. Удачное географическое расположение и важность Констанцы как порта подчёркиваются двумя Панъевропейскими транспортными коридорами: коридором VII (Дунай, внутренние воды) и коридором IV (железнодорожным). Ближайшими к Констанце являются порты Мидия и Мангалия, которые играют ключевую роль в румынской системе морского транспорта. Управление портом Констанцы осуществляет администрация порта.

## История
История порта связана с историей города: в VI веке до н. э. здесь существовала древнегреческая колония Томис, где велась торговля греков с местными племенами. В I веке до н. э. вся территория между Дунаем и Чёрным морем вошла в состав Римской империи; о первых римских губернаторах писал поэт Овидий. Во II веке нашей эры Томис обрёл статус города, а позже был переименован в Констанцу в честь императора Константина. В годы существования Византийской империи развитие порта застопорилось из-за нападений разных племён, а центр торговли сместился в Венецию и Геную, хотя многие здания порта называли генуэзскими в память об итальянских купцах. Вскоре Констанца попала под власть Османской империи, а в 1857 году турки подписали контракт о строительстве железной дороги Чернаводэ — Констанца с британскими предприятиями Danube and Black Sea Railway и Kustendge Harbour Company Ltd.
16 октября 1896 года король Румынии Кароль I заложил первый камень в основание порта. Строительство осуществлялось под руководством инженера И. Б. Кантакузино, а позже — под руководством Георге Дука и Ангела Салиньи. В 1905 году в порт дважды приходил броненосец "Потёмкин": в первый раз власти отказались снабдить его углём, пресной водой и продовольствием, во второй раз он был принят, но, по донесению Бессарабского жандармского управления, "все запасные части машин, всевозможные морские приборы и инструменты, все было похищено румынами". Открытие порта состоялось в 1909 году: в распоряжении порта были шесть складов, множество резервуаров для топлива и силосные башни. В 1911 году оборот порта составил 1,4 млн т груза. В межвоенные годы в порту были установлены плавучий док, сушилка для зерна, новое здание руководства порта и биржа. В 1937 году объём грузоперевозок составил 6,2 млн т.
С 1967 года шло расширение порта на юг, в 1984 году открытие канала Дунай — Чёрное море стало ещё одним фактором для расширения порта: за два десятилетия его площадь выросла до 3900 га. В 1988 году был достигнут пик грузоперевозок: 62,2 млн т перевозимого груза. Однако революция 1989 года и последующий переход к рыночной экономике стали мощным ударом по румынской экономике и благополучию порта: в 2000 году объём грузоперевозок упал до 30 млн т, самого низкого результата со времён Второй мировой войны. Восстановление прежних показателей началось только в 2003 году: в 2008 году был установлен результат в 61,838 млн т перевозимого груза, второй в истории порта. С 2004 года в порту работает контейнерный терминал, с 2005 года — пассажирский, с 2006 — баржевый.

## Деятельность

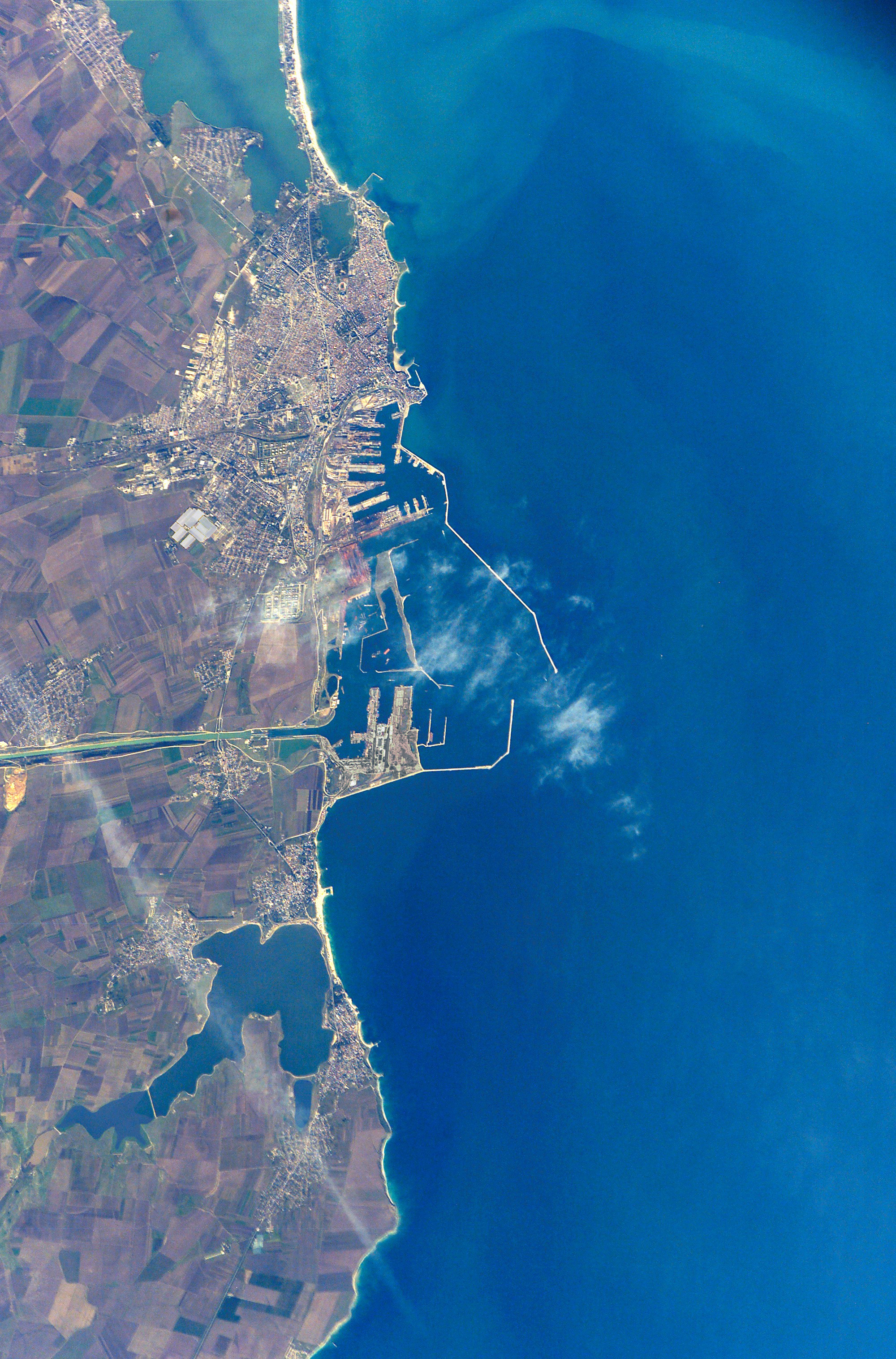
Снимки Констанцы из космоса, октябрь 2002

Пропускная способность порта составляет до 100 млн тонн в год. Есть 156 причалов, из них 140 работоспособные. Общая длина причальной стенки составляет 29,83 км, глубина — от 8 до 19 м. Характеристики сравнимы с крупнейшими европейскими портами, что позволяет принимать танкеры с водоизмещением 165 тыс. т (дедвейт) и балкеры с водоизмещением 220 тыс. т (дедвейт). Порт является речным и морским: ежедневно он обслуживает более 200 речных судов; соединён с Дунаем с помощью канала Дунай — Чёрное море. В порт приходят суда из Болгарии, Сербии, Венгрии, Австрии, Словакии и Германии. Речной трафик составлял до 23,3 % от общего в 2005 году, когда в порт прибыло 8,8 тысяч речных судов.

## Связи
Железнодорожная сеть порта Констанцы соединена с румынскими и европейскими железными дорогами. Порт является начальной и конечной станцией Панъевропейского коридора, по которому в порт ввозятся и из порта вывозятся разные товары. Также порт входит в коридор ТРАСЕКА, соединяющий Европу, Кавказ и Центральную Азию. Общая протяжённость железных дорог в порту составляет около 300 км. 10 ворот порта соединены с румынскими и европейскими дорогами с помощью национальных дорог DN39 и DN39A, а также автомагистрали A4. Соединение с Коридором IV является стратегически важным, поскольку так Констанца соединяется со странами Центральной и Восточной Европы, не имеющими выхода к морю. Констанца находится недалеко от Коридора IX, проходящего через Бухарест. Общая протяжённость автомобильных дорог в порту составляет около 100 км.
В старом терминале есть семь действующих пристаней, которые принимают судна водоизмещением до 165 тыс. т (дедвейт). Подземные и наземные трубопроводы соединяют хранилища ресурсов с пристанями, общая протяжённость трубопровода составляет 50 км. Порт Констанцы также соединён с национальной системой трубопровода и крупнейшими нефтехранилищами Румынии, является начальной и конечной точкой Панъевропейского нефтепровода, обеспечивающего поставку российской нефти в Центральную Европу.

## Соседние порты

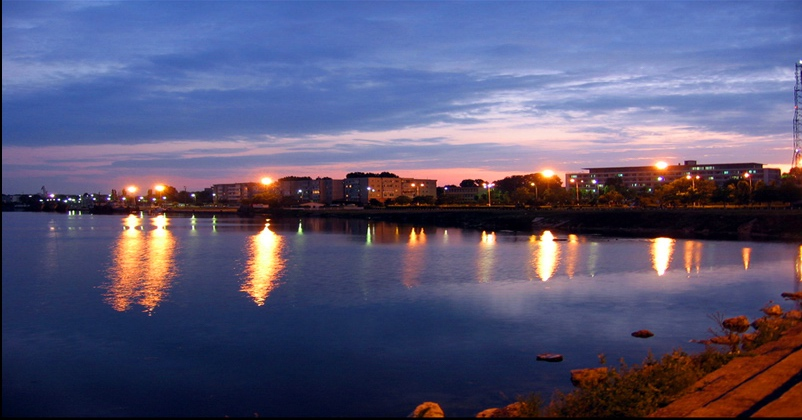
Мангалия

Ближайшими к Констанце портами являются Мидия (25 км к северу от порта Констанцы) и Мангалия (38 км к югу). Они выполняют жизненно важную функцию повышения эффективности и пропускной способности порта, вследствие чего постоянно обновляются. В 2004 году их грузооборот составил 3 % от общего с Констанцей грузооборота.
- Мидия находится к северу от города Констанца, на побережье Чёрного моря. Суммарная длина северного и южного волнорезов составляет 6,7 км, а площадь порта — 834 га (234 га — на суше, 600 — на море). Насчитывается 14 причалов, в том числе 11 действующих, с общей длиной стенок в 2,24 км. Глубина составляет до 9 м, что позволяет принимать суда с осадкой до 8,5 м и водоизмещением в 20 тыс. тонн[12].
- Мангалия находится к югу от города Констанца, ближе к границе с Болгарией, в 260 км к северу от Стамбула. Площадь порта составляет 142,19 га (27,47 га — на суше, 114,72 — на море). Суммарная длина северного и южного волнорезов составляет 2,74 км. Насчитывается четыре причала, из них два действующих, с общей длиной стенок в 540 м. Глубина составляет до 9 м[12].

## Статистика
В 2016 году объём грузоперевозок составил 59 424 821 т и 711 339 двадцатифутовых эквивалентов. Порт является главным контейнерным центром в Чёрном море, через который проходят многие пути сообщения из Азии через Чёрное море. Южный контейнерный терминал Констанцы, управляемый DP World, играет в этом ключевую роль; также этому способствует глубина до 18,5 м и прямое соединение с Дунаем. Крупнейшие портовые операторы — A. P. Moller-Maersk Group, APM Terminals, Dubai Ports World, SOCEP, Oil Terminal S.A. и Comvex.

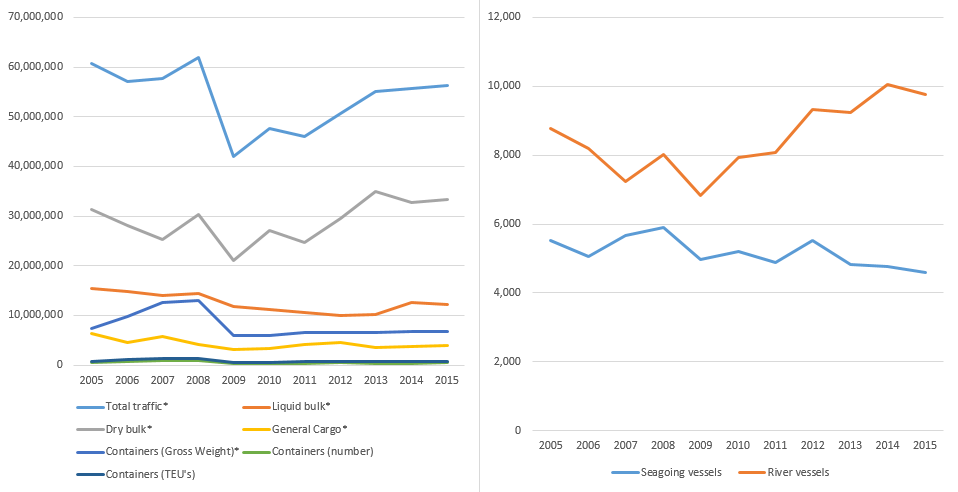
Графика

| Years                        | 2006       | 2007       | 2008       | 2009       | 2010       | 2011       | 2012       | 2013       | 2014       | 2015       | 2016       |
| ---------------------------- | ---------- | ---------- | ---------- | ---------- | ---------- | ---------- | ---------- | ---------- | ---------- | ---------- | ---------- |
| Общий объём грузоперевозок * | 57,126,389 | 57,779,915 | 61,837,716 | 42,014,178 | 47,563,879 | 45,972,095 | 50,584,662 | 55,138,057 | 55,641,910 | 56,336,772 | 59,424,821 |
| Жидкости *                   | 14,731,819 | 14,066,523 | 14,444,476 | 11,810,554 | 11,210,940 | 10,616,509 | 10,014,672 | 10,090,966 | 12,516,199 | 12,203,606 | 13,662,917 |
| Сухой груз *                 | 28,023,866 | 25,281,750 | 30,303,512 | 21,150,690 | 27,157,391 | 24,732,592 | 29,521,193 | 34,906,181 | 32,666,083 | 33,285,131 | 35,189,409 |
| Общие грузы *                | 4,554,946  | 5,788,639  | 4,059,746  | 3,154,924  | 3,307,669  | 4,105,327  | 4,512,443  | 3,597,556  | 3,680,744  | 3,998,471  | 3,675,141  |
| Контейнеры (масса брутто) *  | 9,815,758  | 12,643,003 | 13,029,982 | 5,898,010  | 5,887,879  | 6,517,667  | 6,536,354  | 6,543,354  | 6,778,884  | 6,849,564  | 6,897,354  |
| Число контейнеров            | 672,443    | 912,509    | 894,876    | 375,293    | 353,711    | 414,096    | 416,807    | 399,372    | 408,990    | 420,793    | 434,439    |
| Контейнеры (20-ти футовые)   | 1,037,077  | 1,411,414  | 1,380,935  | 594,299    | 556,694    | 662,796    | 684,059    | 661,124    | 668,293    | 689,012    | 711,339    |
| Морские суда                 | 5,049      | 5,663      | 5,905      | 4,961      | 5,202      | 4,872      | 5,507      | 4,833      | 4,771      | 4,605      | 4,331      |
| Речные суда                  | 8,180      | 7,238      | 8,030      | 6,823      | 7,945      | 8,069      | 9,312      | 9,233      | 10,053     | 9,769      | 10,185     |

* число указано в тоннах

## Терминалы

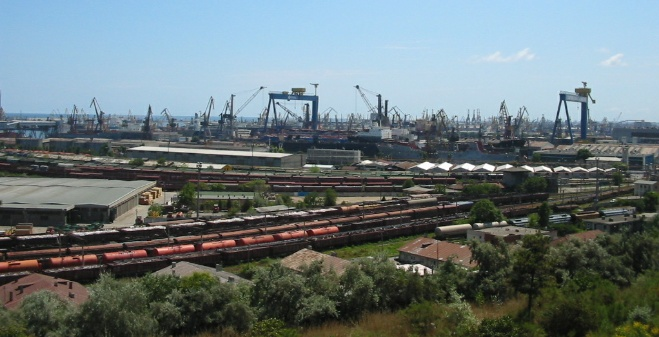
Доки Констанцы

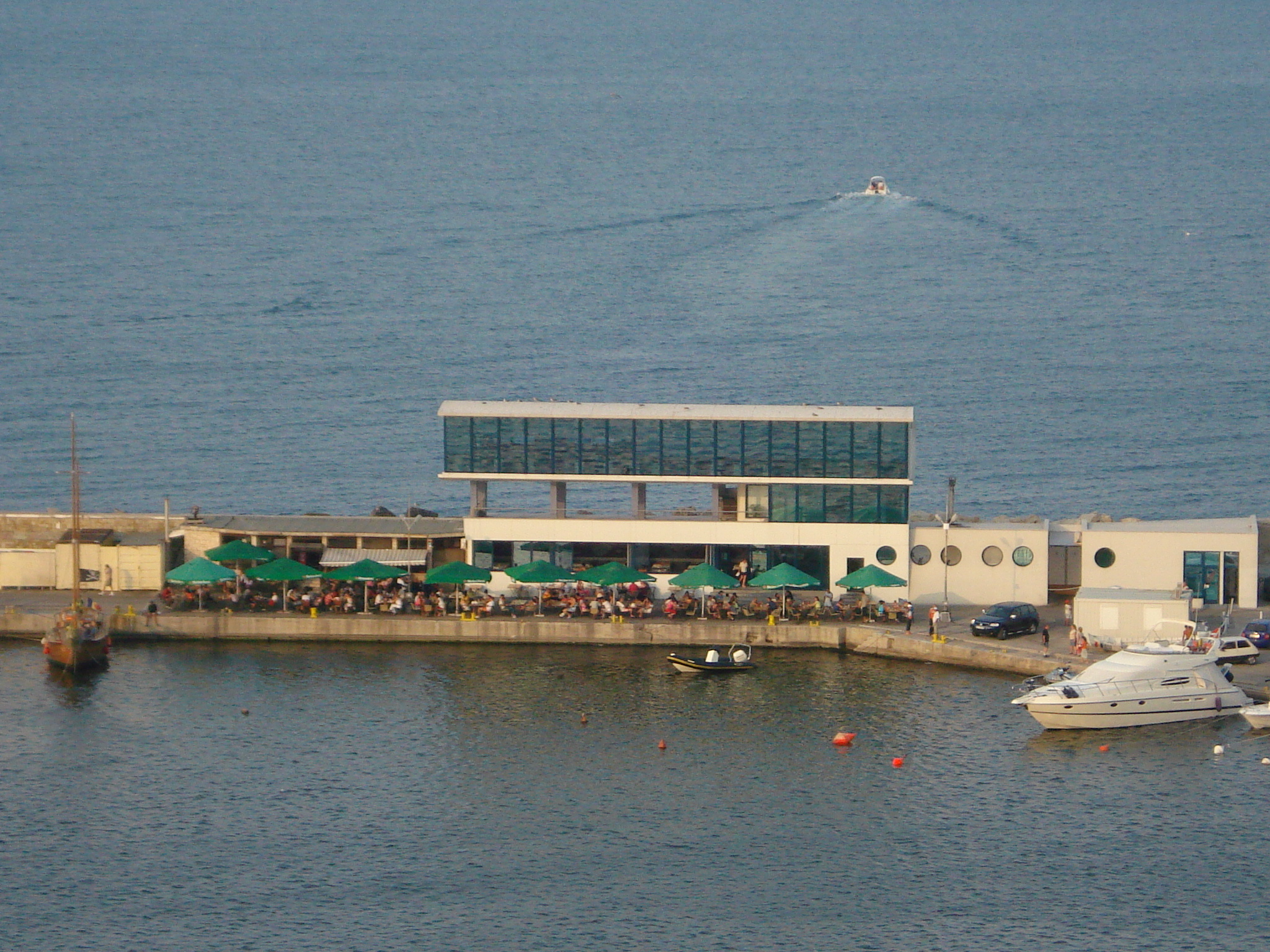
Порт Томис

Годовой грузооборот для жидкого груза составляет 24 млн т в плане разгрузки и 10 млн т в плане погрузки. Перевозятся сырая нефть, дизельное топливо, газ и иные обработанные и химические продукты. В терминале девять причалов, главный оператор — Oil Terminal S.A.. В 2008 году был построен нефтяной терминал, который довёл вместимость порта до 24 млн т, в его строительство Rompetrol вложил 175 млн долларов США. Есть два специализированных терминала для хранения и обработки следующих грузов — железной руды, бокситов, каменного угля и каменноугольного кокса. Насчитывается 13 причалов, общая вместимость — 4,7 млн т (одновременная), годовой грузооборот составляет до 27 млн т. Есть терминал с 10 причалами для хранения фосфора (36 тыс. т), мочевины (30 тыс. т) и химических продуктов (48 тыс. т). Годовой грузооборот — 42 млн т. Есть два терминала на севере и на юге для хранения зерна, годовой грузооборот — 5 млн т. Северный терминал — 5 причалов, 1,08 млн т объём хранилища и 2,5 млн т годовой грузооборот. Южный терминал — один причал, 1 млн т объём хранилища и 2,5 млн т годовой грузооборот. Один причал приспособлен для хранения замороженных продуктов (17 тыс. т), ещё один — для хранения нефтяных продуктов (семь цистерн по 25 тыс. т каждая); меласса перевозится на кораблях, вагонах или танкерах. Цемент и строительные материалы хранятся в двух терминалах с семью причалами, объём хранилищ составляет 40 тыс. т, годовой грузооборот — 4 млн т. Есть отдельный частный терминал, управляемый испанской компанией Ceminter International с годовым грузооборотом в 1 млн т. В 2006 году построен терминал для лесоматериалов, управляемый компанией Kronospan, с годовым грузооборотом в 600 тыс. т / 850 тыс. м³.
На севере и на юге есть по одному терминалу для приёма ролкеров с двумя причалами: возможно пребывание до 1800 транспортных средств на ролкерах; один частный терминал для автомобилей управляется Romcargo Maritim с вместимостью в 6 тысяч машин и площадью 2,5 га (север Констанцы). Паромный терминал располагает причалом для погрузки и разгрузки железнодорожных вагонов, локомотив и грузовиков, годовой грузооборот составляет 1 т. Есть два контейнерных терминала с 14 причалами (один на севере с 2 причалами, площадь 16 га; второй на юге с 12 причалами, в его состав входит Южный контейнерный терминал Констанцы). В 2010 году на юге Констанцы достроен контейнерный терминал площадью 35 га для приёма от 650 до 700 тысяч двадцатифунтовых эквивалентов; на строительство выделила 80 млн долларов США компания Hutchison Whampoa. На севере Констанцы находится пассажирский терминал с пассажиропотоком в 100 тысяч человек: в 2014 году порт посетили 92 корабля с 69 910 туристами на борту. Баржевый терминал находится на юге Констанцы на восточном побережье канала Дунай — Чёрное море, длина составляет 1,2 км, глубина 7 м; на западном побережье там же находится буксирный терминал, длина составляет 300 м, глубина 5 м. Общий грузооборот составляет 10 млн т. В 2010 году в порту Мидия компанией Octagon Gas открыт крупнейший терминал для хранения сжиженных углеводородных газов при изначальном вложении в 12 млн евро. Площадь — 24 тыс. км², есть 10 контейнеров объёмом 400 м³. Построен также причал длиной 120 м.